# Dwergkwastjesbloem
De dwergkwastjesbloem (Soldanella minima) is een vaste plant uit de sleutelbloemfamilie (Primulaceae) die endemisch is in de oostelijke Alpen.

## Naamgeving enetymologie
De soortaanduiding minima is afkomstig uit het Latijn en betekent 'miniem'.

## Kenmerken
De dwergkwastjesbloem is een zeer lage, overblijvende, kruidachtige plant met een onvertakte bloemstengel en een basaal bladrozet van zeer kleine, gesteelde, ronde tot hartvormige grondbladeren. De stengel en de bladsteel zijn overdekt met korte klierharen.
De bloemen zijn alleenstaand, wijd klokvormig, met vijf bleekviolette tot witte kroonblaadjes en een korte franje.
De dwergkwastjesbloem lijkt sterk op de kleine kwastjesbloem (S. pusilla), maar heeft nog kleinere bladeren en een behaarde bloemsteel.
De plant bloeit van mei tot juli.

## Habitaten verspreiding
De dwergkwastjesbloem groeit voornamelijk op vochtige, grazige plaatsen op kalksteenbodems, tot op 2.500 m hoogte.
De plant komt alleen voor in de alpiene zone van de Oostelijke Alpen, voornamelijk in Oostenrijk, Zuidoost-Duitsland, Noord-Italië en Slovenië. De ondersoort ''Soldanella minima subsp. samnitica is endemisch in de hoge Apennijnen.
S. alpina (Alpenkwastjesbloem) · 
S. angusta · 
S. calabrella · 
S. carpatica · 
S. chrysosticta · 
S. hungarica (Hongaarse kwastjesbloem) · 
S. major · 
S. marmarossiensis · 
S. minima (Dwergkwastjesbloem) · 
S. montana (Bergkwastjesbloem) · 
S. oreodoxa · 
S. pindicola · 
S. pusilla (Kleine kwastjesbloem) · 
S. rhodopaea · 
S. rugosa · 
S. villosa (Pyrenese kwastjesbloem)